# Bernardo Zenale
Bernardo Zenale, auch Bernardino Zenale, (* um 1460 in Treviglio; † 1526 in Mailand) war ein italienischer Maler der Renaissance.

## Leben und Werk
Bernardo Zenale war wahrscheinlich ein Schüler von Vincenzo Foppa und arbeitete eng mit dem ebenfalls aus Treviglio stammenden Bernardino Butinone zusammen.
Zu seinen Hauptwerken gehört das Marien-Polyptychon (Maria, Heiliger Martin und andere Heilige) in San Martino in Treviglio mit Bernardino Butinone, ein Hauptwerk der lombardischen Malerei im 15. Jahrhundert. Es wurde 1485 in Auftrag gegeben. Mit Butinone malte er auch die Fresken in der Grifi Kapelle in San Pietro in Gessate in Mailand (1491–1493). Für den Mailänder Herzog Ludovico Sforza malte er um 1490 einen Saal im Castello Sforzesco aus.
Später zeigte sich bei ihm der Einfluss von Leonardo da Vinci, so in dem Altarbild für die Bruderschaft der Unbefleckten Empfängnis in Cantù, das heute teilweise im J. Paul Getty Museum in Los Angeles und in Mailänder Museen ist. Ein weiteres Polyptychon für Sant’Anna in Mailand ist heute ebenfalls auf mehrere Museen verteilt (Sammlung Contini-Bonacossi in Florenz, Spencer Museum of Art in Lawrence (Kansas)).
Er arbeitete auch als Architekt und ersetzte 1522 Giovanni Antonio Amadeo in der Leitung der Arbeiten am Mailänder Dom.

## Werke

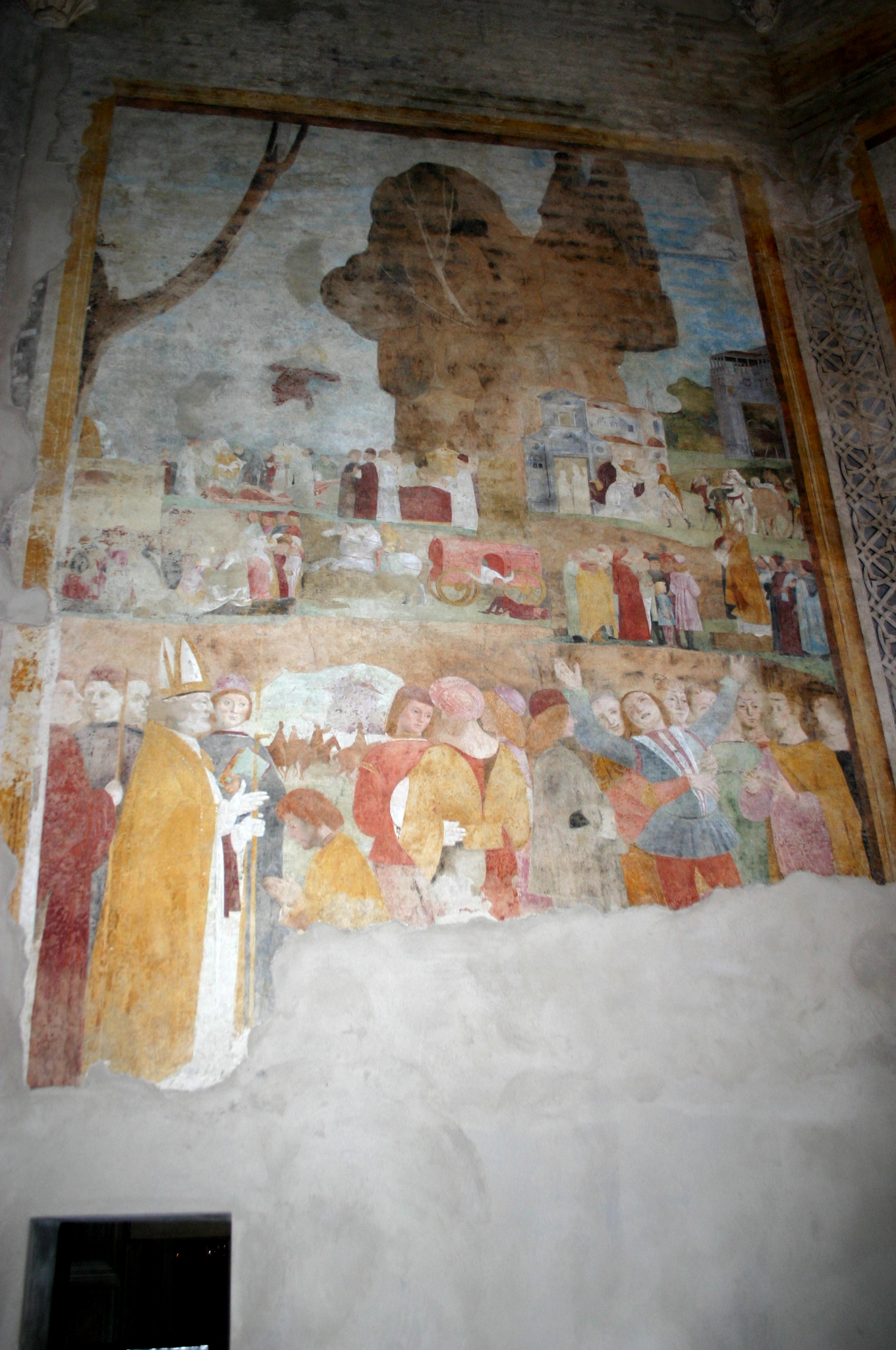
Geschichte des Heiligen Ambrosius, Fresken mit Butinone, 1493, Kapelle Grifo in San Pietro in Gessate, Mailand
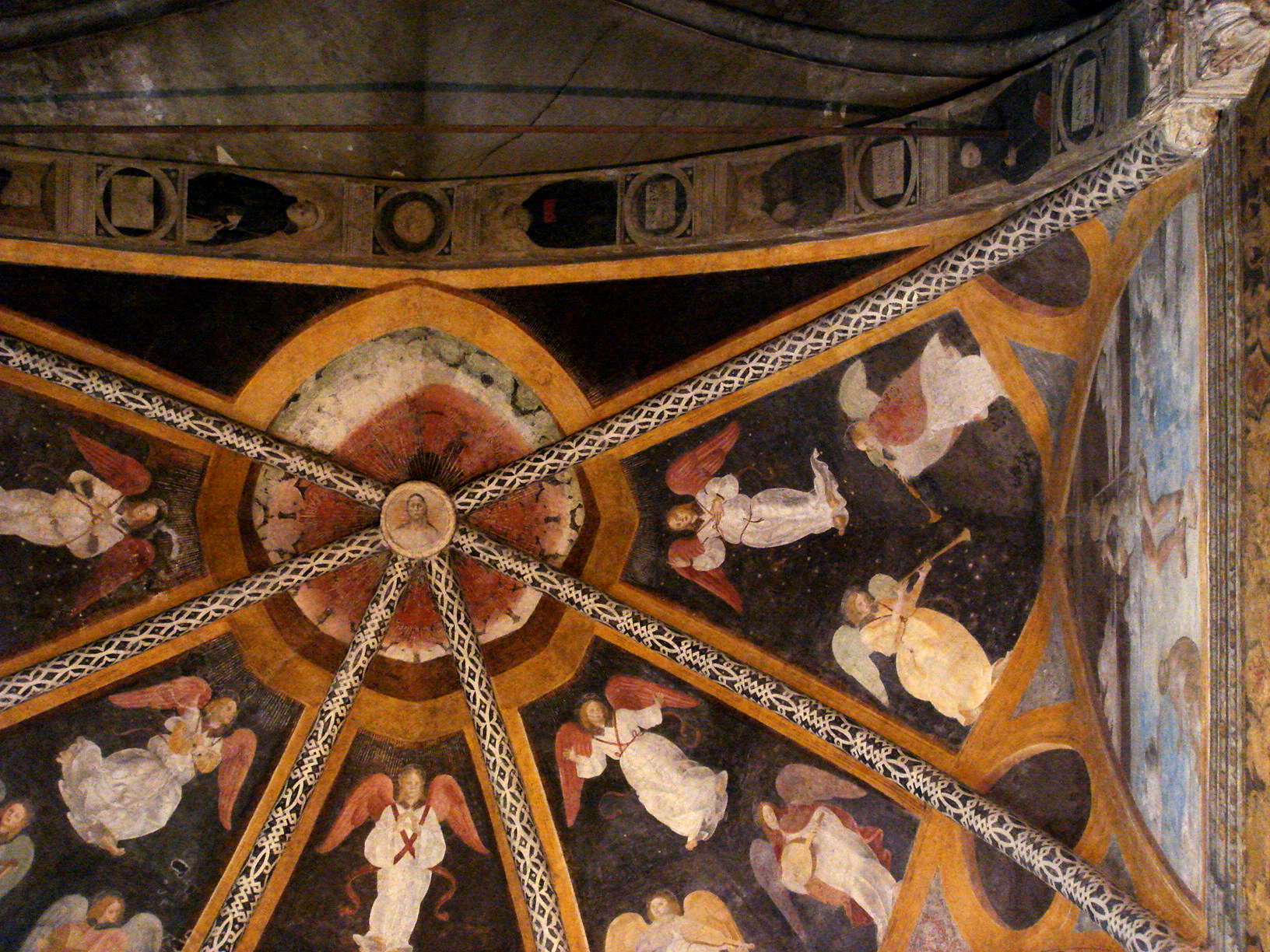
Deckenfresken musizierende Engel, mit Butinone, Kapelle Grifo in San Pietro in Gessate
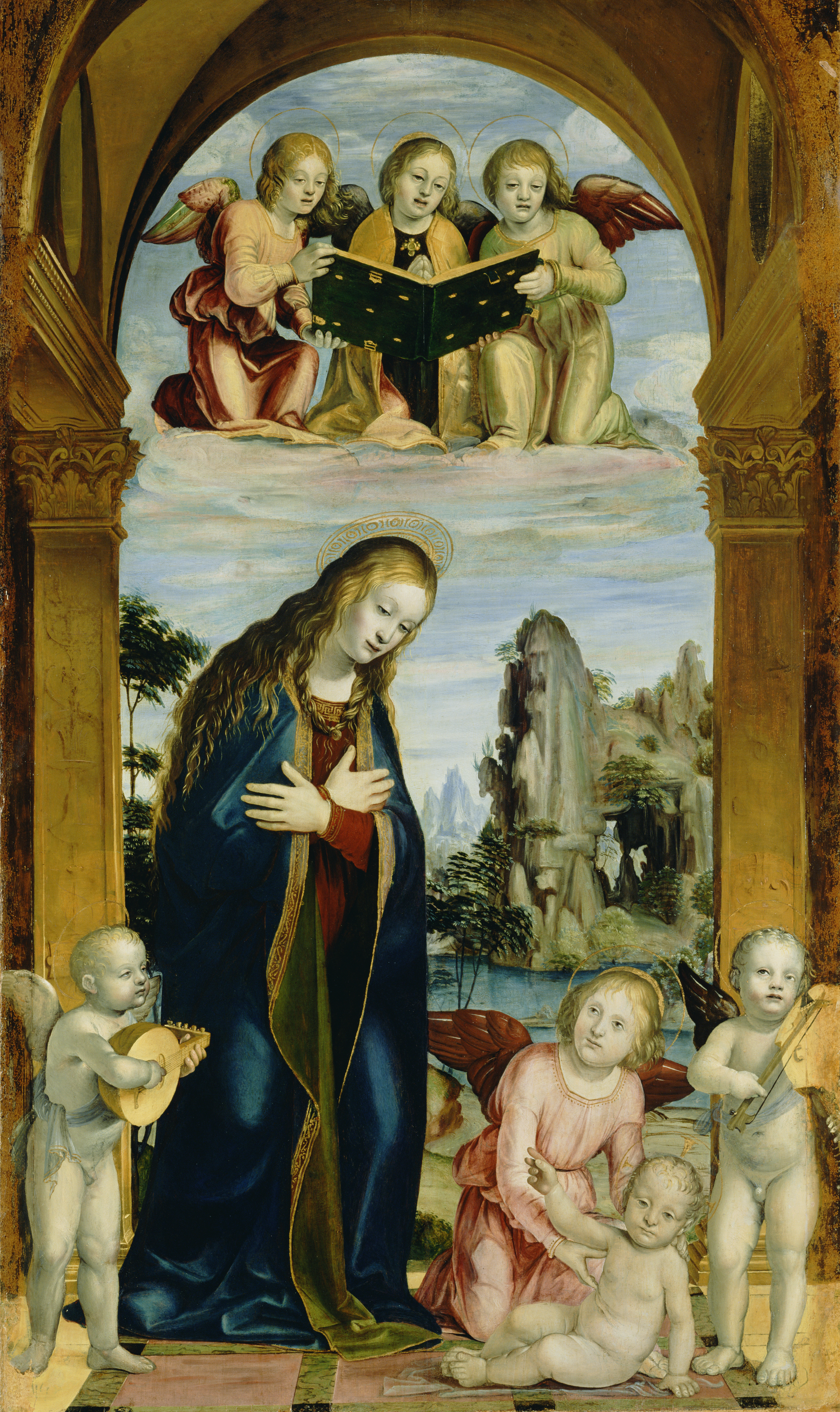
Anbetung des Kindes, Getty Museum, Los Angeles
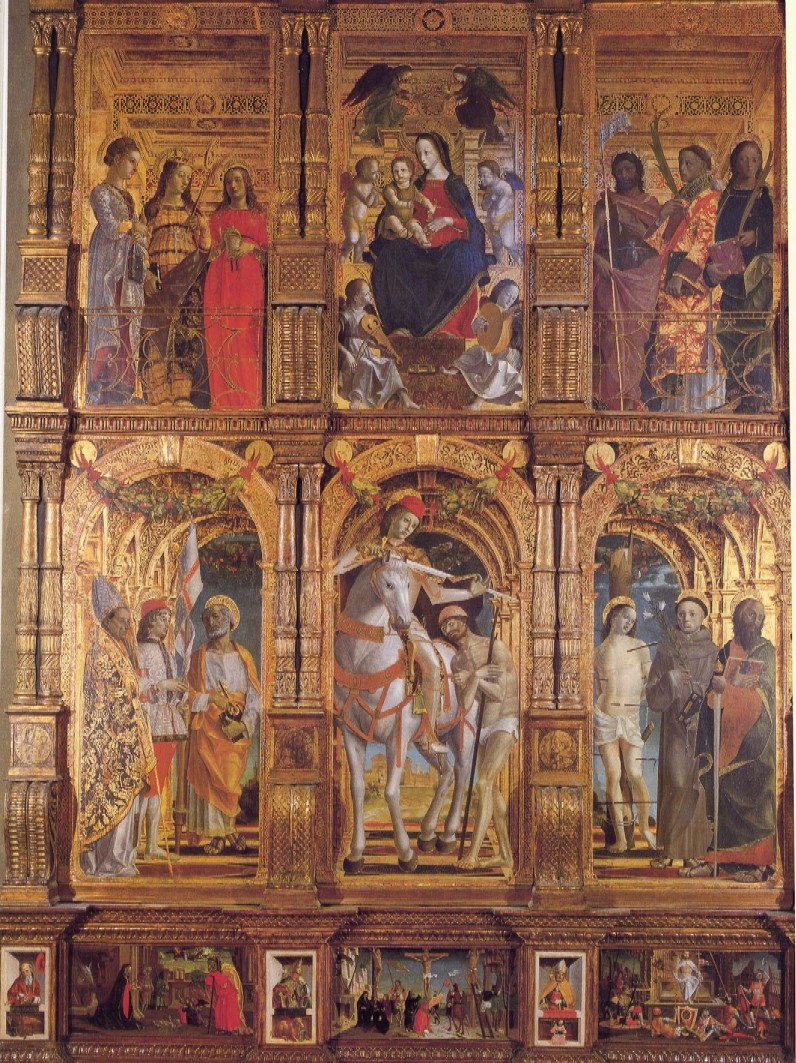
Marien Polyptychon, mit Butinone, um 1500, San Martino in Treviglio
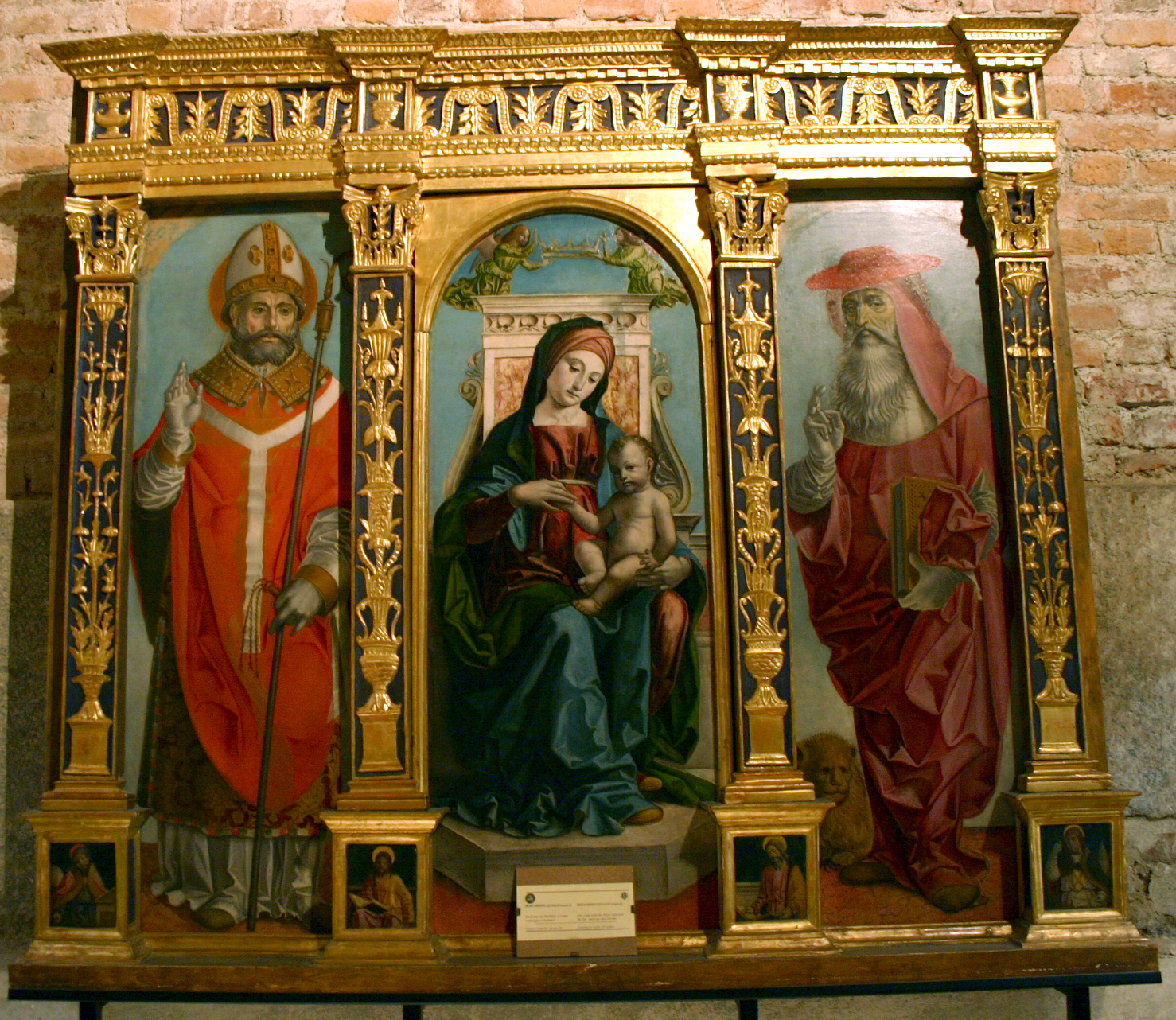
Madonna mit Kind, Heiliger Ambrosius und Heiliger Hieronymus, Basilika von San Ambrogio, Mailand
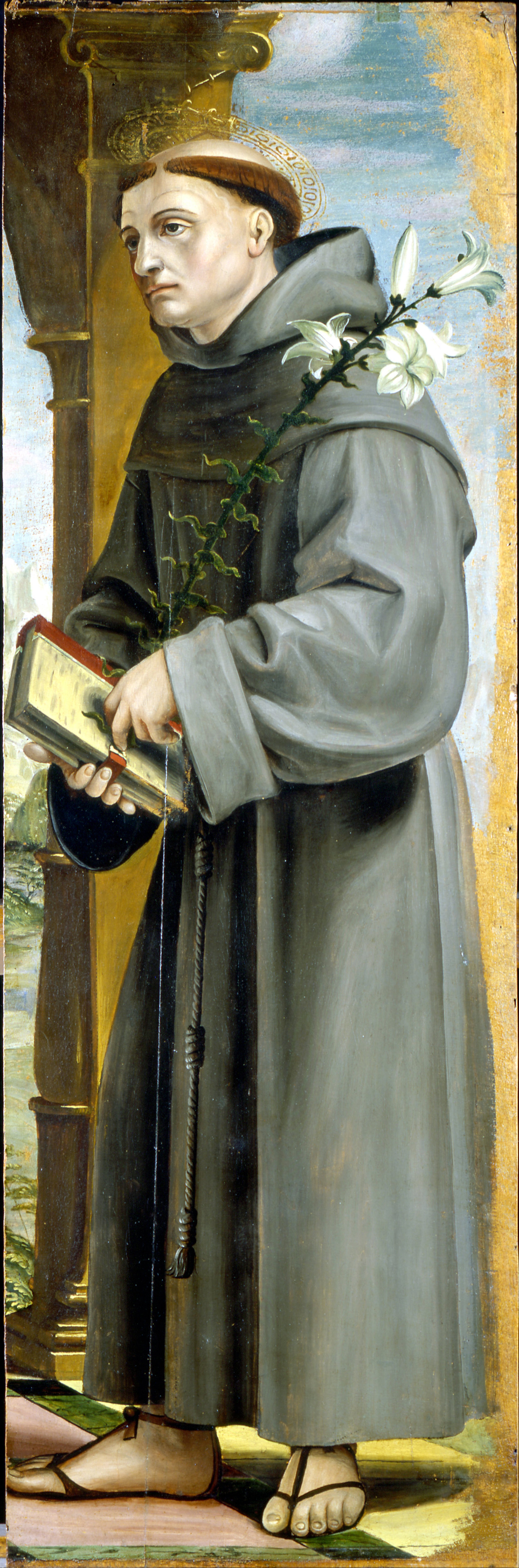
Antonius von Padua, Museo Poldi Pezzoli
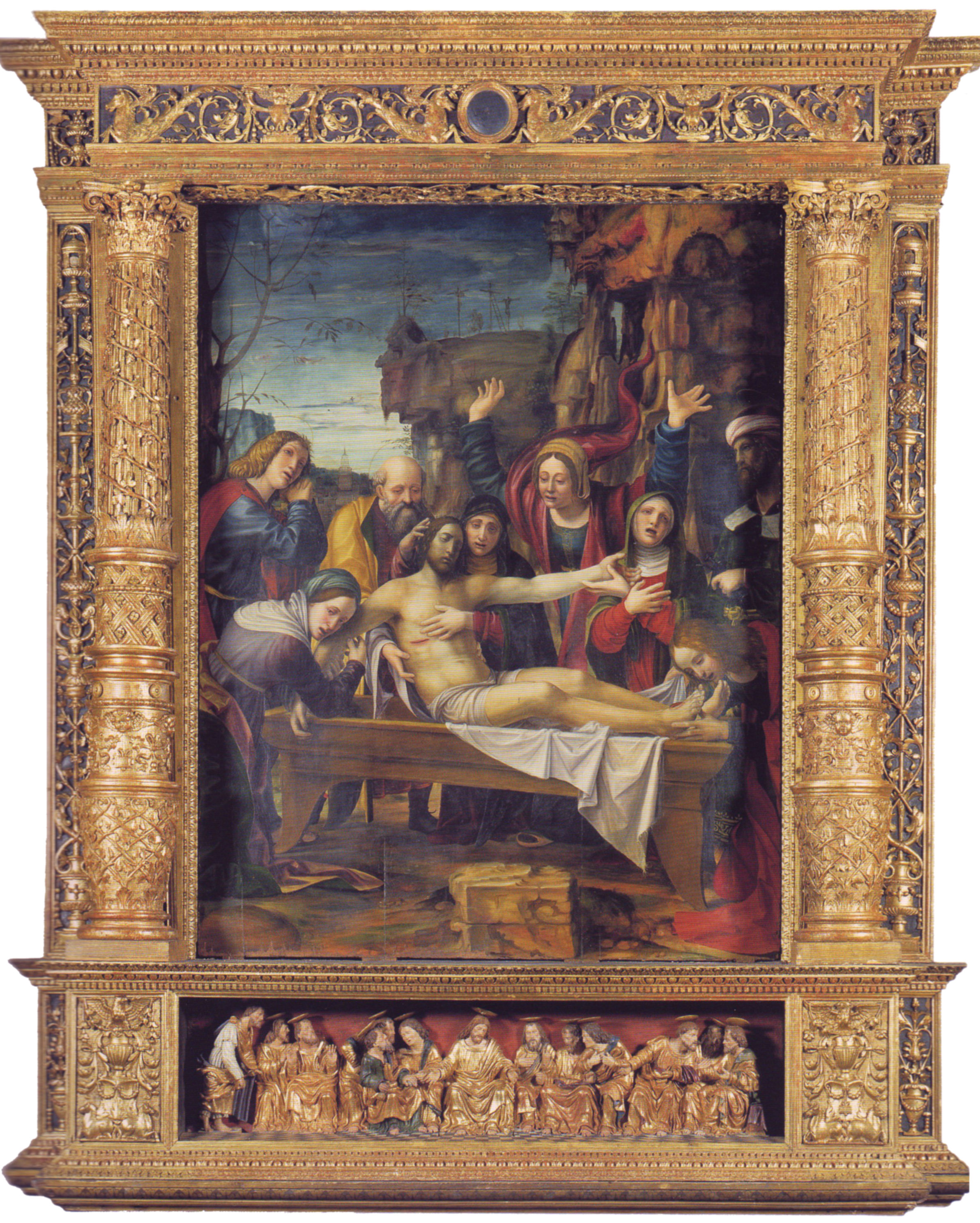
Grablegung Christi, San Giovanni, Brescia
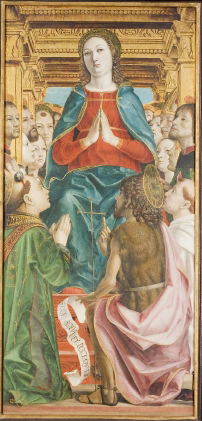
Madonna mit Heiligen, Polyptychon Sant Anna, Spencer Museum of Art